# Manuel Rojas Marcos
Manuel Rojas Marcos (Morón de la Frontera, 24 d'octubre de 1869 – Sevilla, 2 de gener de 1920) fou un advocat i polític andalús. Era fill de camperols acomodats. Estudià el batxillerat amb els jesuïtes de Màlaga i es llicencià en dret a la Universitat de Sevilla. Va treballar durant quatre anys com a passant del bufet d'Eduardo Dato e Iradier i a finals del segle es va establir a Sevilla. El 1903 va fer de mitjancer jurídic en un conflicte amb els agricultors de Marchena i poc després advocat del bisbe de Sevilla. Participà en el sindicalisme agrari catòlic i fou president de la Lliga Catòlica. Es presentà diverses vegades a l'ajuntament i a les Corts, i finalment fou elegit diputat com a catòlic independent per Sevilla a les eleccions generals espanyoles de 1918 i 1919. Antoni Maura li va oferir la direcció general d'agricultura, però va declinar. Va morir de meningitis poc després.